# 宮崎県道225号八重原延岡線
宮崎県道225号八重原延岡線（みやざきけんどう225ごう はえばるのべおかせん）は、宮崎県日向市から延岡市に至る一般県道である。

## 概要
東臼杵郡門川町大字川内から延岡市大字小野にかけての区間は未開通となっている。

### 路線データ
- 起点：日向市東郷町八重原迫野内（国道327号交点）
- 終点：延岡市古城町（恒富中学校入口交差点、宮崎県道16号稲葉崎平原線交点）

## 歴史
- 1959年（昭和34年）6月1日 - 宮崎県告示第226号[1]により路線認定される。当時の整理番号は18。
- 1993年（平成5年）5月11日 - 建設省から、県道八重原延岡線の一部を北方土々呂線として主要地方道に指定される[2]。

## 路線状況

### 重複区間
- 宮崎県道49号北方土々呂線（延岡市小野町 - 延岡市三須町）

## 地理

### 通過する自治体
- 日向市
- 東臼杵郡門川町
- 延岡市

### 交差する道路
| 交差する道路                          | 市町村名 | 市町村名 | 交差する場所       | 交差する場所                |
| ------------------------------------- | -------- | -------- | ------------------ | --------------------------- |
| 国道327号 国道503号 重複              | 日向市   | 日向市   | 東郷町八重原迫野内 | 起点                        |
| 国道388号                             | 東臼杵郡 | 門川町   | 大字川内           |                             |
| 未供用区間                            |          |          |                    |                             |
| 宮崎県道49号北方土々呂線 重複区間起点 | 延岡市   | 延岡市   | 小野町             |                             |
| 宮崎県道49号北方土々呂線 重複区間終点 | 延岡市   | 延岡市   | 三須町             |                             |
| 宮崎県道16号稲葉崎平原線              | 延岡市   | 延岡市   | 古城町             | 恒富中学校入口交差点 / 終点 |

### 沿線
- 門川町立西門川中学校
- 延岡市立恒富中学校